# Gördalen
Gördalen uttal (fil) är en liten by belägen i Särna socken i Älvdalens kommun i nordvästra Dalarna belägen 50 kilometer från Särna.
Aktiviteter i Gördalen är främst fiske, skoteråkning och vandring på Södra Kungsleden.
Det finns en 2,5 kilometers väg som ibland spåras för skidåkning. Den ligger på Görälvens östra sida mellan Gördalen och gränsen mot Norge.

## Kända personer från Gördalen
- Martina Thun, programledare i radio
- Jimmy Staff, svensk mästare i jetski 2016[1]